# Gerhart Brenner
Gerhart Brenner (* 4. September 1918 in Heilbronn; † 22. Juni 2006) war ein deutscher Unternehmer in Heilbronn, der 1992 mit dem Bundesverdienstorden ausgezeichnet wurde.

Das 1944 zerstörte Geschäft der Eltern von Gerhard Brenner in Heilbronn

## Leben
Der gebürtige Heilbronner war 1937 bei der Wehrmacht und zuletzt Hauptmann der Reserve bei der Heilbronner Artillerie-Abteilung I./A. R. 71 (Ludendorff-Kaserne). Im Mai 1945 geriet er in Tirol in amerikanische Kriegsgefangenschaft und wurde Juni 1945 entlassen. Das elterliche Geschäft Brenner-Schilling (Spiel-, Galanteriewaren und Sportartikel) wurde beim Luftangriff vom 4. Dezember 1944 zerstört. Im Mai 1950 eröffnete er zusammen mit seiner Mutter Anne Brenner (1893–1975) und Ehefrau Rosemarie (* 1921) erneut das traditionsreiche Spielwarengeschäft Brenner-Schilling in der Fleiner Straße 31. Von 1961 bis 1973 war er Erster Vorsitzender, danach Ehrenvorsitzender des Verkehrsvereins Heilbronn. Während seiner Tätigkeit im Verkehrsverein fand im Jahre 1971 erstmals das Heilbronner Weindorf statt. Von 1973 bis 1982 war er Vollversammlungsmitglied der IHK Heilbronn-Franken und war dabei als Handelsrichter am Landgericht Heilbronn tätig. Er verstarb mit 87 Jahren.

## Ehrungen
- Bundesverdienstkreuz (1992)